# Epidemi
| Epidemi |
| --- |
| Pesten i Aten, på målning av Michael Sweerts från ca 1653. - Betydelse – utbrott av infektionssjukdom bland människor - Exempel – influensa, utbrott av pest - Relaterade begrepp – pandemi, endemi |

En epidemi eller farsot är ett utbrott av något, vanligen infektionsjukdomar, som sprider sig mellan människor (motsvarande för djur heter epizooti). En epidemi som sprider sig över stora delar av världen kallas för pandemi. En sjukdom som är vanlig inom en begränsad grupp eller inom ett begränsat geografiskt område kallas endemi.
Forskare som undersöker epidemier, epidemiologer, kan ägna sig åt olyckor, psykiska sjukdomar eller beteenden. Kriteriet på en epidemi är att antalet drabbade stadigt ökar tills epidemin har nått sin kulmen. Om antalet drabbade sedan inte minskar, utan ligger kvar på ungefär samma nivå, har epidemin blivit en endemisk sjukdom.
Luftburna smittämnen som influensa riskerar att orsaka de största epidemierna, tillsammans med smittämnen som sprds via vatten – som kolera.
Ordet epidemi kommer från senlatinets epidemia, som i sin tur hämtats från grekiskans epidēmia (nosos) – '(sjukdom) utbredd bland folket'. Epidemi kan också användas som en allmän term över något som får en tillfällig och stor spridning.

## Exempel på epidemier
Den här artikeln är helt eller delvis baserad på material från engelskspråkiga Wikipedia, List of epidemics.
För epidemier som utvecklats till pandemier, se denna artikel.
| Epidemi                          | Start     | Slut      | Antal döda            | Antal infekterade | Orsak                             | Direkt orsak        | Ursprungsland | Spridningskarta |
| -------------------------------- | --------- | --------- | --------------------- | ----------------- | --------------------------------- | ------------------- | ------------- | --------------- |
| Pesten i Aten                    | 430 f.Kr. | 426 f.Kr. | 75 000 (100 000)      |                   |                                   |                     |               |                 |
| Antoninska pesten                | 165       | 190       |                       |                   |                                   |                     |               |                 |
| Cyprianska pesten                | 249       | 262       |                       |                   |                                   |                     |               |                 |
| Digerdöden i England             | 1348      | 1349      | 2 700 000 (3 750 000) |                   | pest                              | digerdöden          |               |                 |
| Stora pesten i Marseille         | 1720      | 1722      |                       |                   |                                   |                     |               |                 |
| Europeisk sömnsjuka              | 1915      | 1926      | 1 600 000             | 5 000 000         |                                   |                     |               |                 |
| Spanska sjukan i Sverige         | 1918      | 1919      | 34 374                |                   | spanska sjukan                    |                     |               |                 |
| Smittkoppsutbrottet i Aztekriket | 1519      | 1521      | 8 000 000             |                   | spanska koloniseringen av amerika | smittkoppor         |               |                 |
| Cocoliztli-utbrottet             | 1545      | 1550      | 15 000 000            |                   | spanska koloniseringen av amerika | salmonella enterica |               |                 |